# Valli soo
Valli soo este o arie protejată (arie specială de conservare — SAC, sit de importanță comunitară — SCI) din Estonia întinsă pe o suprafață de 26,7 ha, integral pe uscat.

## Localizare
Centrul sitului Valli soo este situat la coordonatele 57°52′54″N 26°16′10″E / 57.8816°N 26.2694°E.

## Înființare
Situl Valli soo a fost declarat sit de importanță comunitară în aprilie 2004 pentru a proteja un număr necunoscut de specii din flora spontană și fauna sălbatică aflate în arealul zonei. Situl a fost protejat și ca arie specială de conservare în decembrie 2005.

## Biodiversitate
Situată în ecoregiunea boreală, aria protejată conține 1 habitat natural: Mlaștini turboase de tranziție și turbării mișcătoare.
La baza desemnării sitului se află un număr nedeclarat de specii protejate.